# Frières-Faillouël
Frières-Faillouël est une commune française située dans le département de l'Aisne, en région Hauts-de-France.

## Géographie

### Localisation
Frières-Faillouël est situé à l'ouest du département de l'Aisne et dans sa moitié nord. Le village est situé à 40 km de Laon, chef-lieu de l'Aisne et à 25 km de Saint-Quentin, capitale économique du département.
Le village est à l'extrémité nord-est du canton de Chauny, mais se situe plus près de la ville de Tergnier que de celle de Chauny. Il bénéficie du code postal de Tergnier.
Il est situé sur les axes D 32 (axe est-ouest) et D 937, qui est l'ancienne Route nationale 37 (axe nord-sud), ainsi que la D 430 et la D 1090. Son territoire est traversé à l'est par un axe majeur du département, la D 1, axe à 2 × 2 voies reliant Saint-Quentin à Soissons.
La Gare de Mennessis, située à la limite de la commune, est un point d'arrêt non géré (PANG) à entrée libre desservi par des trains régionaux TER Hauts-de-France effectuant des missions entre les gares : de Compiègne et de Saint-Quentin ; d'Amiens et de Tergnier ou de Laon.
Frières et Faillouël constituent des lieux d'habitation distincts, distants d'environ 700 m (D 32). Entre les deux, on trouve des champs, le terrain de sport municipal et le château.
La majorité du territoire est constituée de champs et de forêts.
Les altitudes sont les suivantes :
- 72 m à la mairie
- 87 m au sud-est (Les Francs Bois, D 32)
- 99 m au point le plus haut de la forêt au sud de Frières (route du 9e Cuirassiers et du 10e Essex conduisant à Noureuil)
- 89 m au nord, en haut de la rue Pasteur (Frières)
- 82 m en bas de Faillouël (rue Rodgers)
- 79 m à l'étang rue Fourcroix à l'ouest de Faillouël
- 106 m au château d'eau, au Bois l'abbé (Faillouël) - le point le plus haut du village à l'ouest

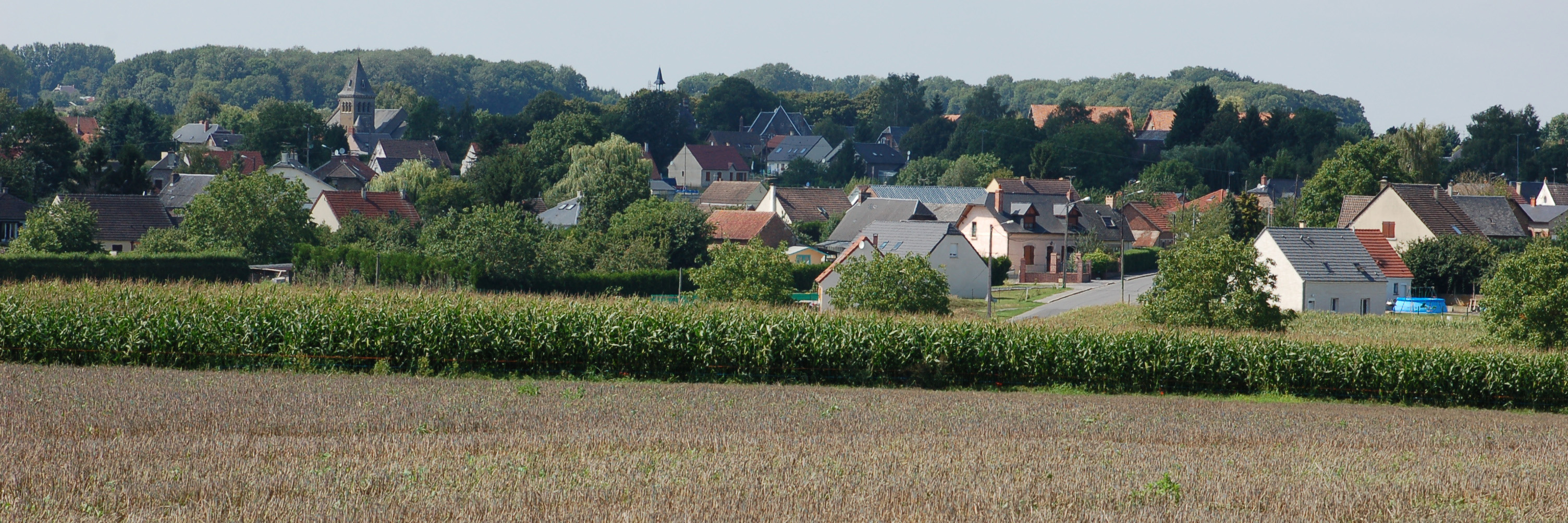
Vue générale.

### Communes limitrophes
Les villes et villages alentour sont Mennessis, Jussy, Flavy-le-Martel, Villequier-Aumont, Viry-Noureuil, Vouël (Tergnier).

### Hydrographie

#### Réseau hydrographique
La commune est traversée par la ligne de partage des eaux entre les bassins hydrographiques Artois-Picardie et Seine-Normandie. Elle est drainée par le fossé 08 de la commune de Villequier-Aumont, le fossé Coulant, le fossé de Rougemont,.

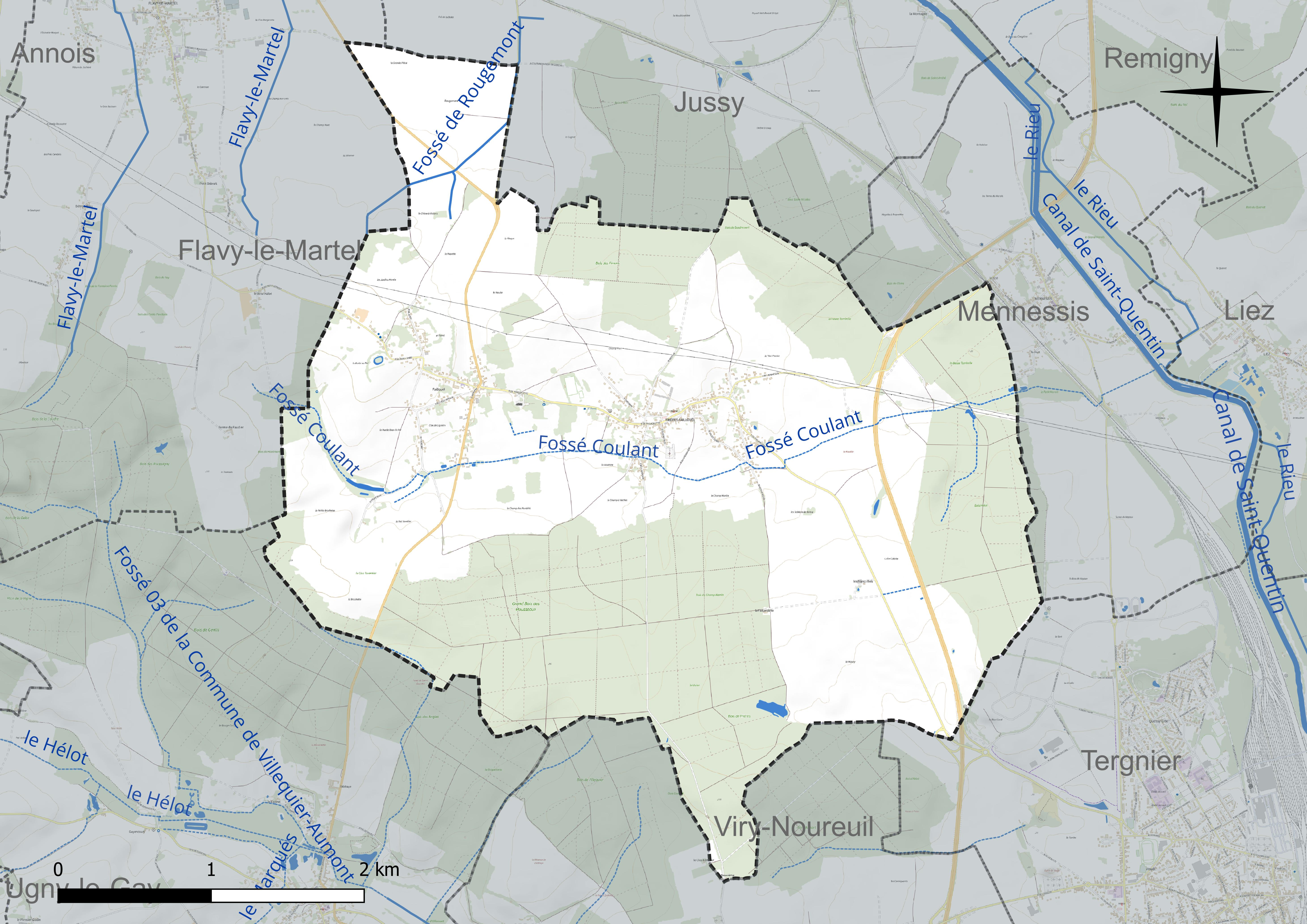
Réseau hydrographique de Frières-Faillouël.

#### Gestion et qualité des eaux
Le territoire communal est couvert par le schéma d'aménagement et de gestion des eaux (SAGE) « Oise moyenne ». Ce document de planification concerne un territoire de 1 013 km2 de superficie, délimité par le bassin versant de l'Oise moyenne. Le périmètre a été arrêté le 24 avril 2017 et le SAGE est, en 2024, encore en élaboration. La structure porteuse de l'élaboration et de la mise en œuvre est le syndicat mixte du SAGE Oise-Moyenne (SMOM).
La qualité des cours d'eau peut être consultée sur un site dédié géré par les agences de l'eau et l'Agence française pour la biodiversité.

### Climat
Pour des articles plus généraux, voir Climat des Hauts-de-France et Climat de l'Aisne.
En 2010, le climat de la commune est de type climat océanique dégradé des plaines du Centre et du Nord, selon une étude du CNRS s'appuyant sur une série de données couvrant la période 1971-2000. En 2020, Météo-France publie une typologie des climats de la France métropolitaine dans laquelle la commune est dans une zone de transition entre le climat océanique et le climat océanique altéré et est dans la région climatique Nord-est du bassin Parisien, caractérisée par un ensoleillement médiocre, une pluviométrie moyenne régulièrement répartie au cours de l'année et un hiver froid (3 °C).
Pour la période 1971-2000, la température annuelle moyenne est de 10,4 °C, avec une amplitude thermique annuelle de 14,9 °C. Le cumul annuel moyen de précipitations est de 699 mm, avec 11,5 jours de précipitations en janvier et 8,8 jours en juillet. Pour la période 1991-2020, la température moyenne annuelle observée sur la station météorologique la plus proche, située sur la commune de Chauny à 8 km à vol d'oiseau, est de 11,1 °C et le cumul annuel moyen de précipitations est de 709,9 mm,. Pour l'avenir, les paramètres climatiques de la commune estimés pour 2050 selon différents scénarios d'émission de gaz à effet de serre sont consultables sur un site dédié publié par Météo-France en novembre 2022.

## Urbanisme

### Typologie
Au 1er janvier 2024, Frières-Faillouël est catégorisée commune rurale à habitat dispersé, selon la nouvelle grille communale de densité à 7 niveaux définie par l'Insee en 2022.
Elle est située hors unité urbaine. Par ailleurs la commune fait partie de l'aire d'attraction de Chauny, dont elle est une commune de la couronne,. Cette aire, qui regroupe 23 communes, est catégorisée dans les aires de moins de 50 000 habitants,.

### Occupation des sols
L'occupation des sols de la commune, telle qu'elle ressort de la base de données européenne d'occupation biophysique des sols Corine Land Cover (CLC), est marquée par l'importance des territoires agricoles (52,8 % en 2018), une proportion sensiblement équivalente à celle de 1990 (53,5 %). La répartition détaillée en 2018 est la suivante : 
terres arables (48,9 %), forêts (40,8 %), zones urbanisées (6,4 %), prairies (3,8 %).
L'évolution de l'occupation des sols de la commune et de ses infrastructures peut être observée sur les différentes représentations cartographiques du territoire : la carte de Cassini (XVIIIe siècle), la carte d'état-major (1820-1866) et les cartes ou photos aériennes de l'IGN pour la période actuelle (1950 à aujourd'hui).

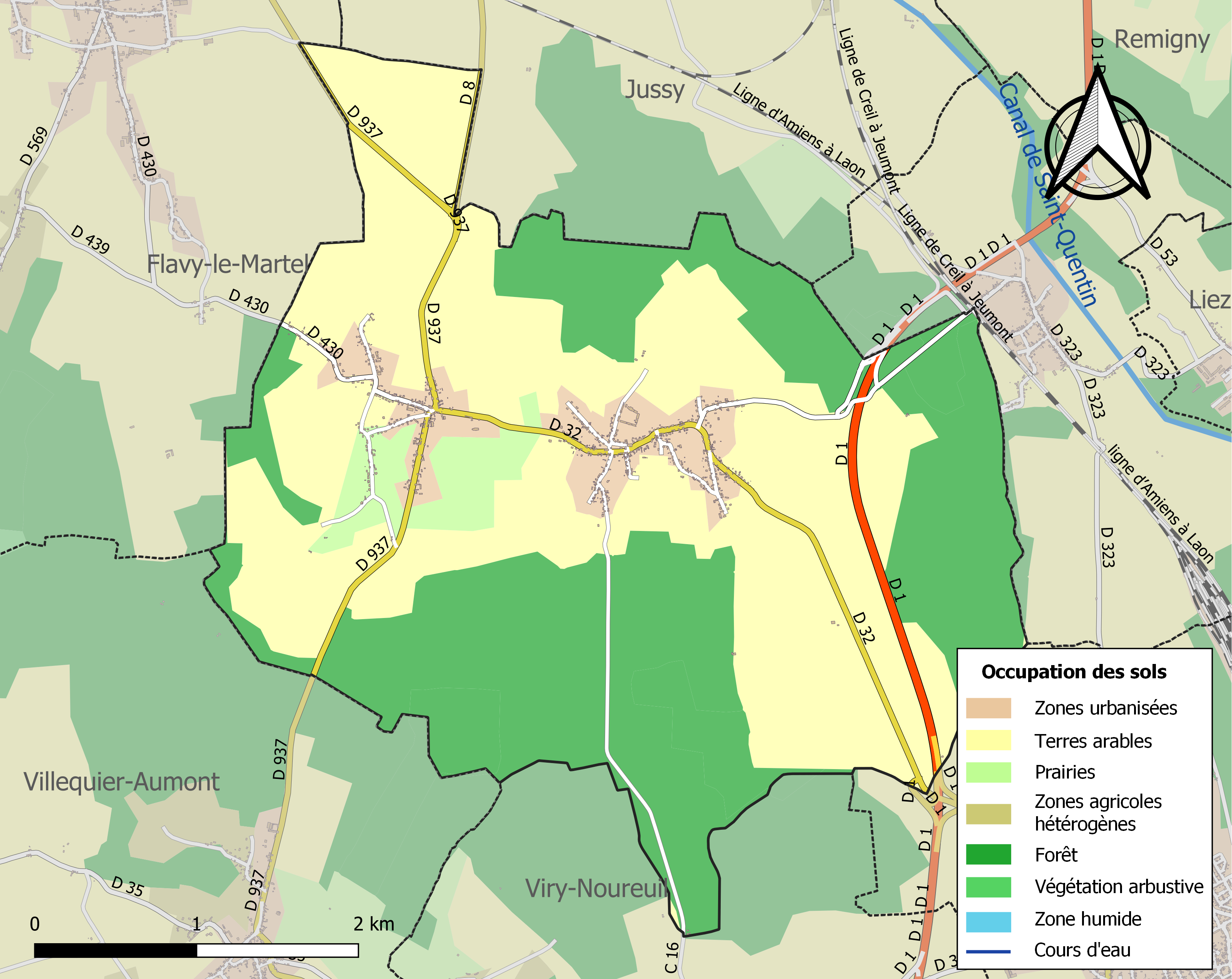
Carte de l'occupation des sols de la commune en 2018 (CLC).

## Toponymie
Les différents noms portés par Frières ont évolué avec le temps : Feraria ou Ferarioe en 877, Ferrarie en 878 et 1130, Ferriere en 1289 en 1111 et 1728, Ferières Ferrarioe en 1124, Ferrière en 1261, 1289 et 1440.
En 1829, il apparaît Frières-Faillouël, mais Frière-Fallouel est mentionné en 1576.
L'étymologie de Frières indiquerait, selon les théories :
- que ce nom viendrait du latin ferrum qui veut dire fer et désignerait une forge,
- Peigné Dellacourt rappelle que dans une charte délivrée par Louis le Bon on trouve l'inscription « villa actum Ferrarias ». Ce nom rappellerait les enclos destinés à retenir le gros gibier, les cerfs, les sangliers.

Faillouël a porté comme noms Foillovellum, Foilluollum, Filluellum, Folluel en 1126, Folloel en 1201, Foilluel en 1202/1205 et 1263, Folluel en 1441. En 1842, apparaît Faillouël. Le nom pourrait provenir de Folleia (folie), les folies étant les petites maisons de plaisance ou de chasse.

## Histoire
Les traces de présences humaines sont attestées à deux endroits de la commune : en effet des habitats gallo-romains y ont été détectés. L'un d'eux a été repéré en 1972 lors de la construction de la D 1 Saint-Quentin - Soissons. Les engins de travaux publics ont détruit l'ensemble du site sous les yeux des archéologues, qui ont malgré tout pu récupérer du matériel archéologique, en particulier une magnifique figurine en terre cuite d'un canidé tenant une flûte de Pan et des céramiques des IIe, IIIe et IVe siècles. Exposée au musée de Noyon, la statuette y a depuis été volée…
La seconde trace est une villa gallo-romaine repérée par photographie aérienne.
À l'époque romaine, le village est sur le territoire du peuple des Viromanduens (capitale : Vermand / Saint Quentin).
La première trace écrite évoquant le village date du 5 mai 877, lorsque le roi puis empereur Charles le Chauve donne les deux tiers du village à l'abbaye Saint-Corneille de Compiègne.

### À partir du Moyen Âge
En 1046, le village est donné par Gérard 1er, évêque de Cambrai à l'abbaye de Neufchâteau.
Une motte castrale a été clairement repérée sur les hauteurs de Faillouël. La toponymie de l'endroit (la « Butte du Roi »), les observations aériennes et une intervention archéologique en 2006 ont repéré très clairement la motte, le fossé qui délimite la basse-cour et l'enceinte. La partie sondée à l'intérieur de la basse-cour a révélé la présence de structures d'habitats (traces de bâtiments sur poteaux et de fosses). Ces fosses étant remplies de fragments de torchis brûlé, cela pourrait signifier que le site a été détruit par un incendie. La céramique retrouvée permet d'estimer que le site a été occupé entre le XIIe et le XIIIe siècle. Des autorisations de construction de maisons individuelles sur ce terrain historiquement et archéologiquement précieux ont empêché une fouille poussée en 2006.
Au XIIe siècle s'établit à Faillouël un prieuré de frères croisés de l'ordre de Saint-Augustin, dépendant de l'abbaye de Sainte-Croix-de-la-Bretonnerie. Il semble que c'est le comte Jean de Faillouel, seigneur de Condren, qui ait permis la création des religieux de Sainte-Croix en leur donnant des terres dont il avait la possession à Faillouë l.En effet, la terre de Faillouël est rattachée à celle de Condren.
L'église, détruite en 1918, daterait du XIVe siècle, elle fut restaurée en 1689. L'actuelle rue du Vieux-Moulin à Faillouël et la carte de Cassini du XVIIIe siècle indiquent la présence de moulins à vent.
En 1430, les terres de Frières, Chauny…, sont vendues à Philippe le Bon, duc de Bourgogne par le Charles Ier d'Orléans, duc d'Orléans.
Aux XVe et XVIe siècles, Frières était une seigneurie relevant de la châtellenie de Chauny.
En 1659, des meurtres et des pillages sont commis dans le village par des régiments de Picardie, de Turenne et de Rambure[réf. nécessaire].

### Révolution française etXIXesiècle
Entre 1790 et 1794, la commune de Faillouël, instituée par la Révolution française, est rattachée à Frières, qui prend en 1801 le nom de Frières-Faillouel, puis, ultérieurement, celui de Frières-Faillouël.
Avant la Révolution française, la société locale est divisée entre gros fermiers, propriétaires de fermes dépassant la centaine d'hectares, et ouvriers agricoles très dépendants. Ces deux classes s'affrontent lors de la décennie révolutionnaire. Un des épisodes de cet affrontement est celui de la levée en masse décrétée par la loi du 24 février 1793. Le règlement de la levée prévoyait que la commune financerait l'équipement des recrues. Les recrues de la commune imposent à l'ancien seigneur, Le Sellier de Chezelles, de verser 8 000 livres, arguant qu'étant le plus favorisé de la commune, il était aussi celui qui avait le plus à perdre et donc avait le plus intérêt à la défense de la patrie.
Faillouël étant située sur la route postale de Château-Thierry à Saint Quentin, un relais de poste est installé. Des routes postales vers Roupy et Ham partent également de Frières. Ce relais de poste est à l'origine du bureau de poste installé à Faillouël, disparu dans les années 2000.
Au XIXe siècle, l'activité économique est principalement liée à l'agriculture, mais on compte également une fabrique de sucre, un four à chaux (rue du Chaufour), une brasserie, une briqueterie..
En 1835, le chœur de l'église, bénie le 7 juillet 1835, est reconstruit avec un clocher. Le 23 octobre 1859, trois nouvelles cloches sont installées dans le clocher pour remplacer l'ancienne et bénites par l'évêque et l'abbé Bahin, curé de Frières. Elles portent les noms de Sophie Caroline, Marie Eugénie et Marthe Alexandrine.

### Époque contemporaine
Première Guerre mondiale
Durant la Première Guerre mondiale, le village est fortement touché. Les Allemands déclarent la guerre à la France le 3 août 1914. Ils progressent rapidement en France par la Belgique et les Ardennes. Fin août-début septembre, les Allemands arrivent à Frières et occupent le village. Le front se stabilise sur une ligne Roye-Noyon-Soissons de mi-septembre 1914 à mars 1917. Le vicomte Jacques Le Sellier de Chezelles, ayant aidé à l'évacuation d'habitants, est condamné par les Allemands à être fusillé. Il se suicide avant d'être exécuté[réf. nécessaire].
En février 1917, les Allemands reculent et le 15 mars 1917, les alliés reprennent le village. Avant de quitter Frières-Faillouël, les Allemands entreprennent la destruction systématique du village : ils dynamitent les édifices et les maisons, les deux châteaux de la famille Le Sellier de Chezelles, l'église, détruisent les arbres, les puits…[réf. nécessaire]
Le recul allemand de 1917 est célébré par des visites officielles à Faillouël, dont le roi d'Italie Victor Emmanuel III en octobre 1917, de passage dans la région. Plusieurs personnalités visitent en juin et en juillet le pavillon du prince Eitel Frédéric (commandant une des divisions de l'armée allemande) découvert par les alliés quand ils reprennent la région : il s'agit d'un poste d'observation et de repos, en bois, situé sur les hauteurs de Faillouël, au Bois l'Abbé.
Les 22 et 23 mars 1918, les Allemands progressent et occupent de nouveau le village. La Maison du Garde (au sud du territoire de Frières en lisière de forêt) demeure le lieu de la commémoration de l'engagement des troupes alliées face aux troupes allemandes, du 21 au 23 mars 1918. Des milliers de soldats allemands sont face au Corps expéditionnaire américain, aux 3e et 5e Armées britanniques, 10e Régiment d'Infanterie de l'Essex, la 1re Division de cavalerie (9e Régiment de Cuirassiers) et la 1re Armée de Lorraine pour les troupes alliées. Au soir du 24 mars, les troupes allemandes ont avancé de 40 km, capturé 45 000 prisonniers et pris 600 canons. Aujourd'hui, la route qui traverse le bois a été rebaptisée le 29 mars 2003 Route du 9e Cuirassiers et du 10e Essex.
Le village est repris par les Français le 7 septembre 1918.
À la fin de la guerre, le village est considéré comme détruit : seules la grille du château, de la ferme rue Pasteur, la façade de l'église et la chapelle du cimetière ne sont pas détruites. Des baraquements provisoires sont construits. Le village est décoré le 17 octobre 1920 de la Croix de guerre.

Le 24 juin 1921, le journal La Lanterne (quotidien) indiquait : 

« Au nombre des communes qui connurent l'invasion toute la durée de la. guerre, Frières Faillouël (Aisne), fut de celles qui subirent tous les mauvais traitements de l'ennemi.
Tous les habitants, vieillards, femmes, et enfants, furent mis au régime du travail forcé, souvent privés d'alimentation, déportés ou fusillés à la moindre protestation.
Avant leur départ, en novembre 1918, les Allemands expédièrent chez eux le mobilier des maisons épargnées par les bombardements et ensuite y mirent le feu; il n'en resta pas une seule habitable : église, mairie, écoles, tout fut détruit et pas un arbre fruitier ne resta debout.
De cette petite commune autrefois si animée et si pittoresque, les Allemands ont fait un épouvantable désert !
Néanmoins, aussitôt l'armistice, les habitants en majeure partie cultivateurs se remirent courageusement au travail, logeant dans les décombres, manquant de tout.
Aujourd'hui, la vaillante petite commune commence à renaître, des bâtiments agricoles sont en cours de construction.
Par des moyens de fortune, les services communaux fonctionnent et le Conseil municipal a décidé d'élever par souscription un monument aux militaires et civils de la commune morts pour la patrie au cours de la Grande Guerre.
Les souscriptions sont reçues à la mairie de Frières Faillouël (Aisne), et à Paris, chez MM. Chauvin et Richard, architectes, 15, rue de Bellefond.
La commune de Prières Faillouël, décorée de la croix de guerre n'a pas encore de marraine, elle en sollicite une pour ses écoles »

Dans les années 1920-1930, l'église, la mairie et le village sont progressivement reconstruits.
La grande ferme de la famille Le Sellier de Chezelles, rue Pasteur, est reconstruite en 1919-1922, sur le plans de l'architecte parisien André Granet. Le château situé entre Frières et Faillouël, dont la construction datait d'après la guerre 1870, est reconstruit en 1928 par les architectes parisiens Gustave Olive et Joseph Martin. Le vieux château du XVIIIe siècle (situé entre la ferme rue Pasteur et la mairie actuelle) n'est pas reconstruit.

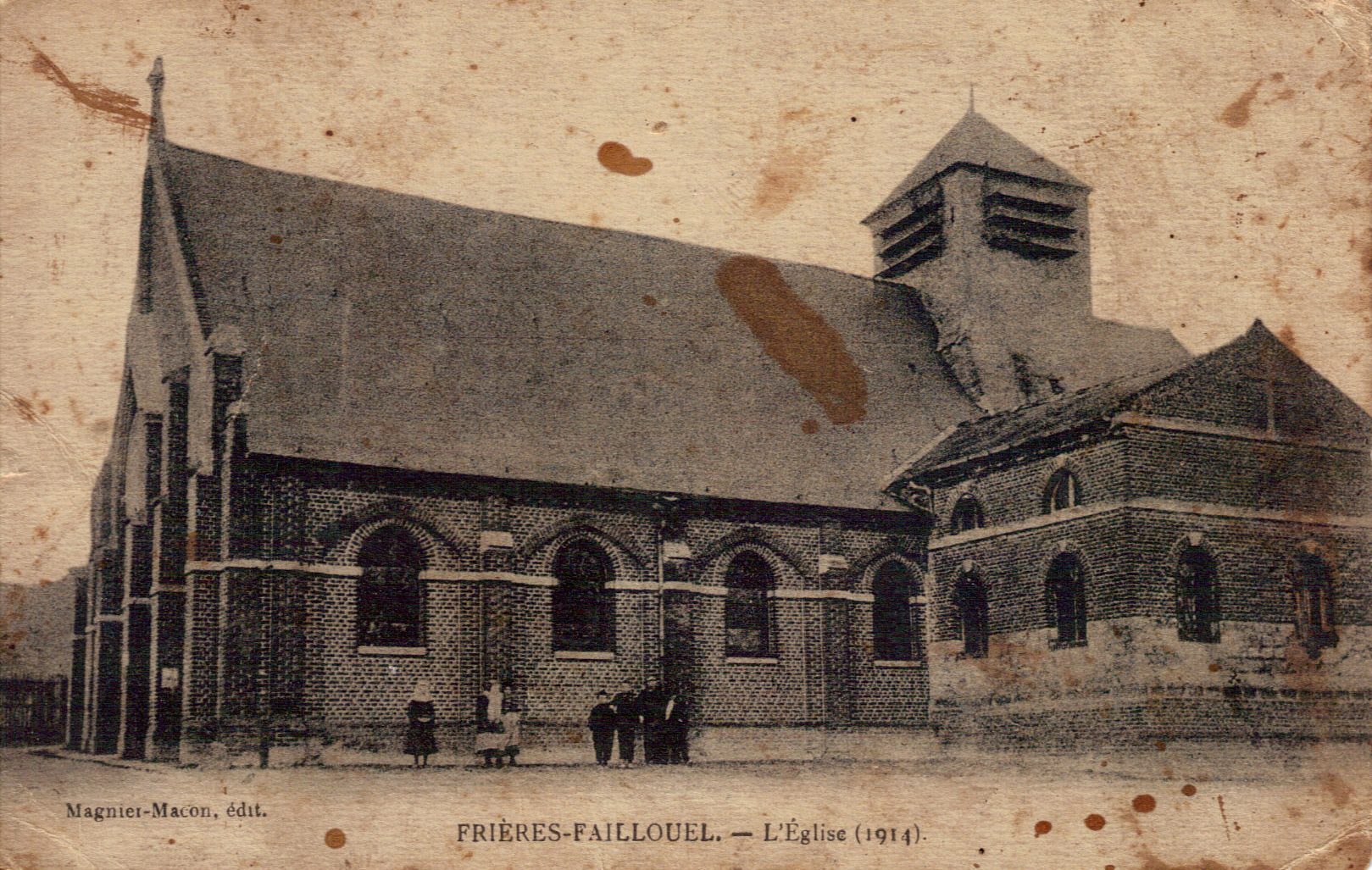
L'église de Frières en 1914, avant sa destruction.
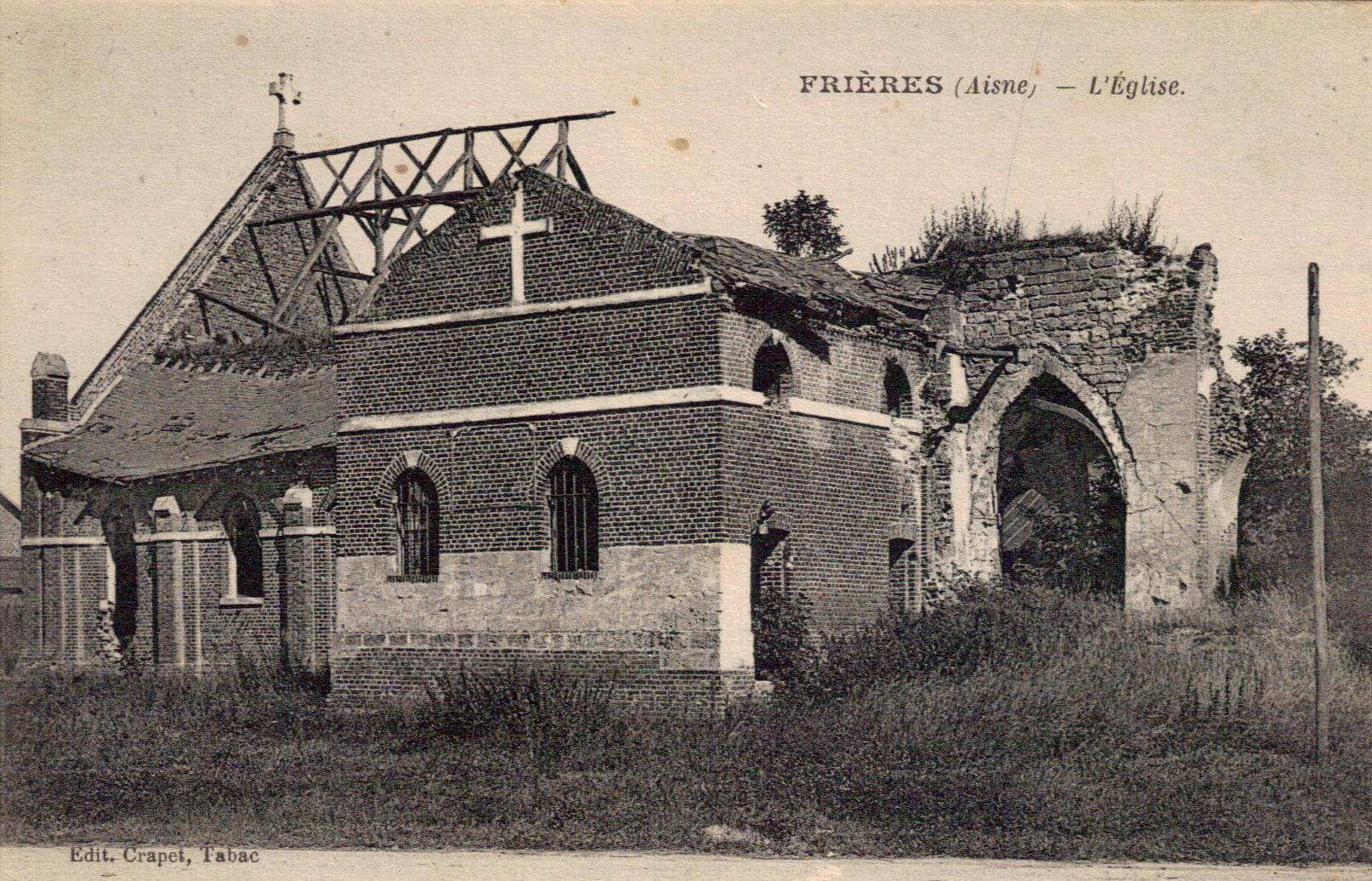
L'église de Frières après sa destruction en 1917 (?)
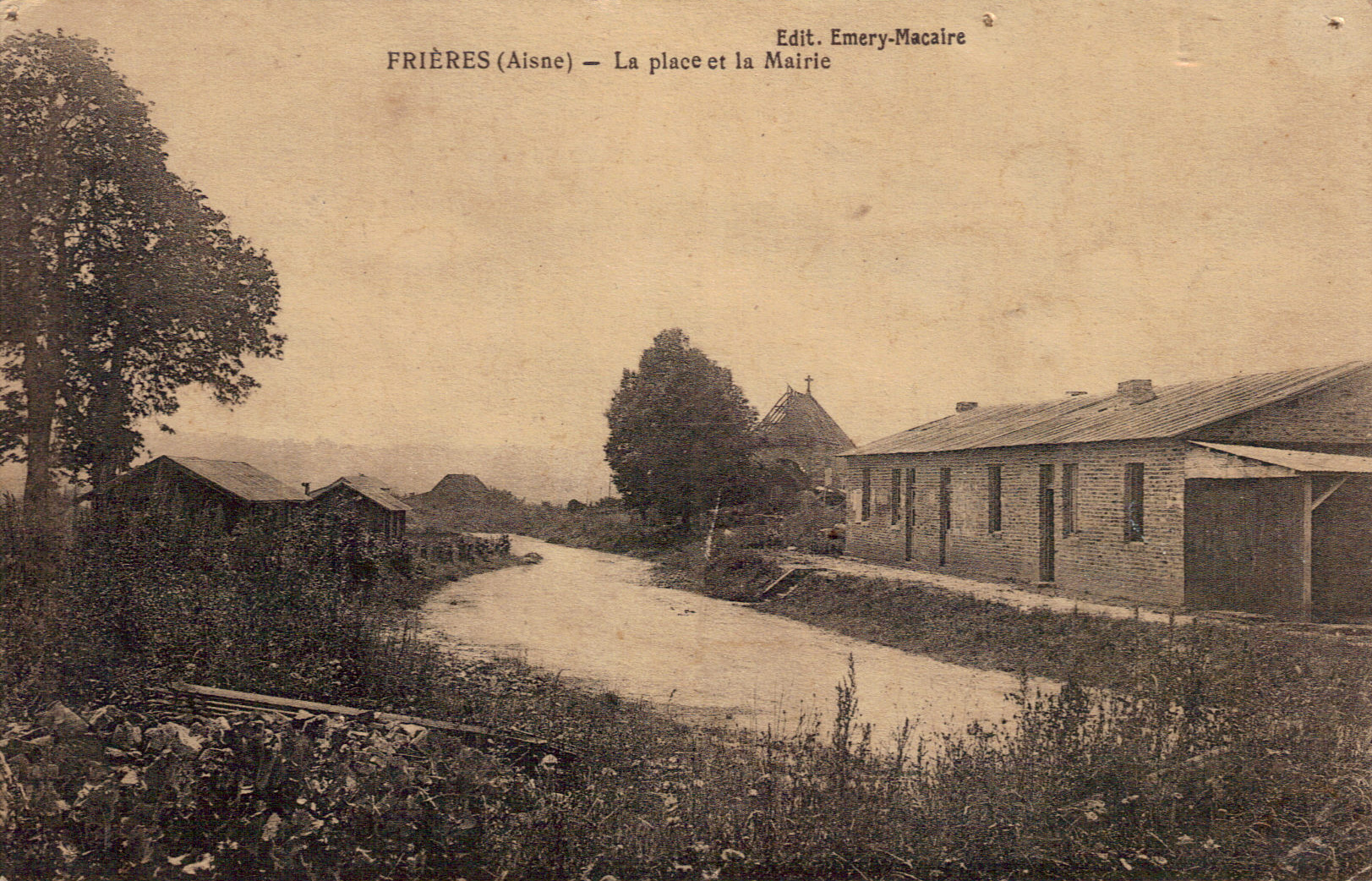
La place et la mairie provisoire après la guerre (environs de 1920-25 ?).
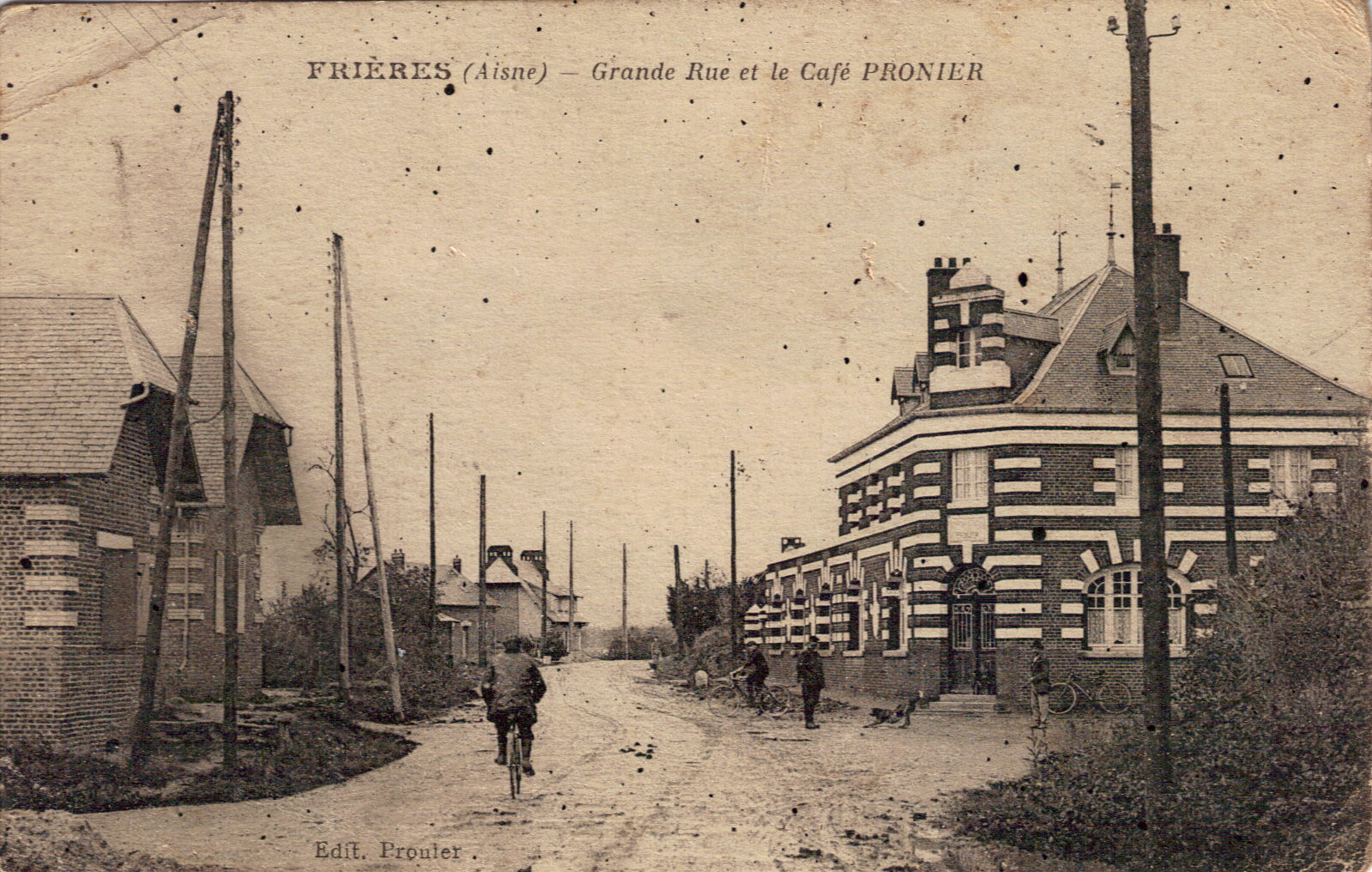
La Grande Rue et le Café Pronier-1928.
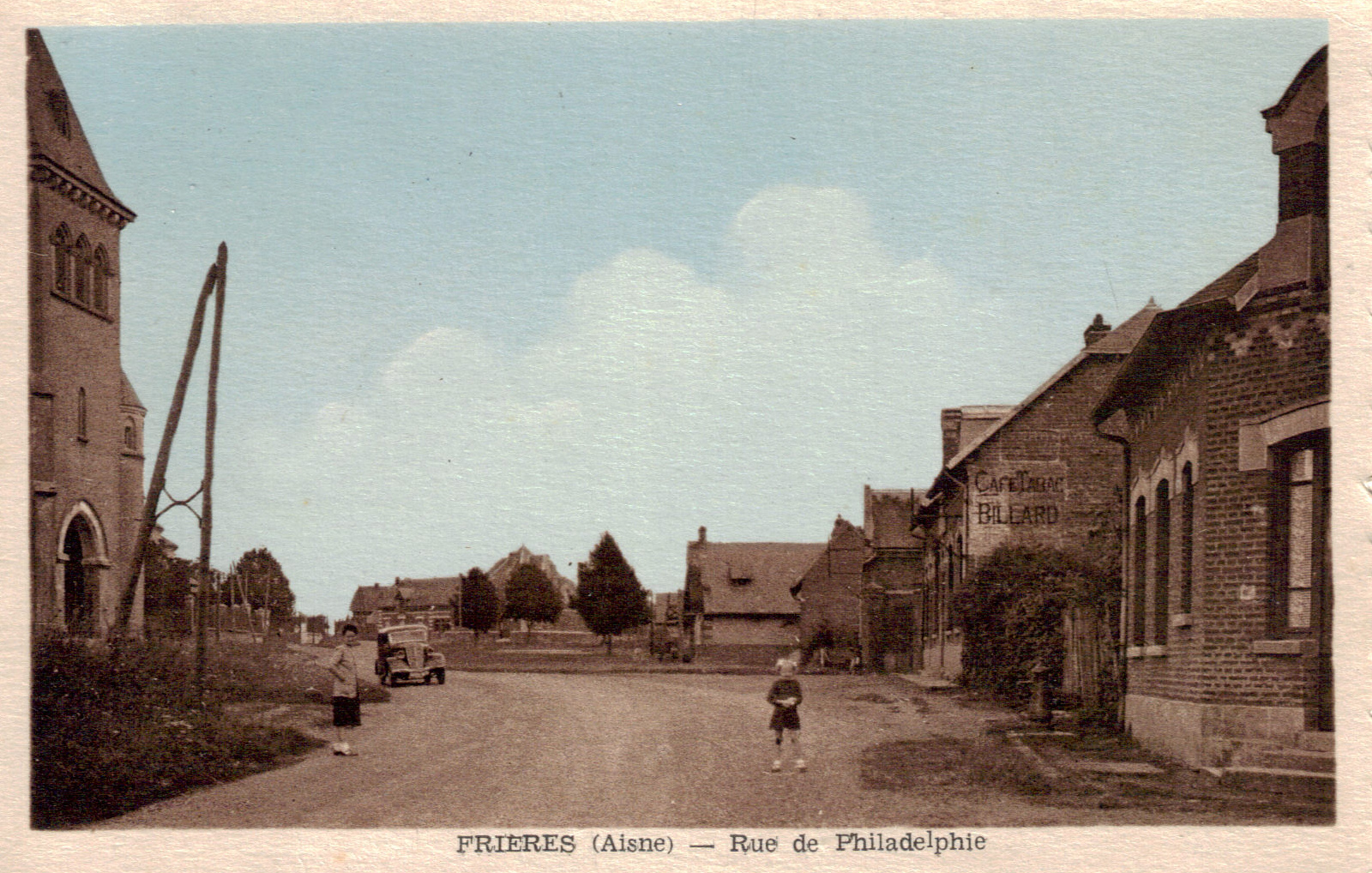
La rue de Philadelphie dans les années 1950.

Seconde Guerre mondiale
Au début de la Seconde Guerre mondiale, en octobre 1939, le 27e  régiment d'Infanterie, dirigée par le Colonel Quantin, stationne dans la région. Une partie du régiment s'installe dans le village jusqu'en mai 1940.
En mai 1940, fin de la "drôle de guerre" : les allemands arrivent par la Belgique. Les habitants de Frières voient d'abord passer dans le village des colonnes de réfugiés belges qui fuient les Allemands, suivis par les habitants du nord de l'Aisne. Les Allemands progressent vite et franchissent Frières et ses environs autour du 20 mai 1940.
Le 17 mai 1940, la Préfecture a donné l'ordre d'évacuer, beaucoup d'habitants du village fuient l'arrivée imminente de l'armée allemande : le département d'accueil désigné est celui de la Mayenne.
Le village sera relativement épargné, notamment car il abrite à partir de juin 1944 des unités d'aviation de la Luftwaffe, l'armée de l'air allemande : le Jagdgeschwader 3 en juin, puis le Jagdgeschwader 5 en juillet et enfin le Jagdgeschwader 4 fin août 1944. Le terrain d'aviation allemand est situé entre la D 32 aux Francs Bois et la forêt à la Faisanderie. Les avions (des Messerschmitt Bf 109) sont stationnés en lisière de forêt, sous les arbres. Ils livrent des combats aériens en Picardie et en Normandie. Un des as de l'armée de l'air allemande participe d'ailleurs aux combats depuis le terrain d'aviation : Theodor Weissenberger qui, en 1944, fêtera à la maison du garde-chasse des Franc Bois sa 200e victoire aérienne.
Des résistants de Frières-Faillouël participent aux actions de sabotage et de résistance, notamment au sein du groupement B (région de Laon) des Forces françaises de l'intérieur (FFI). Un parachutage de 3 tonnes d'armes et de matériel est réalisé en octobre 1942 au Bois des Férons avec 15 résistants. Le message déclencheur de l'action diffusé sur Radio Londres sera « J'aime les frites »... Des aviateurs anglais et américains sont cachés dans le village par des habitants. Le 26 mai 1944, monsieur Chede, un résistant du village, fait exploser un petit passage sous le canal de Saint-Quentin à Mennessis, le faisant exploser : il vide ainsi le canal.

## Politique et administration

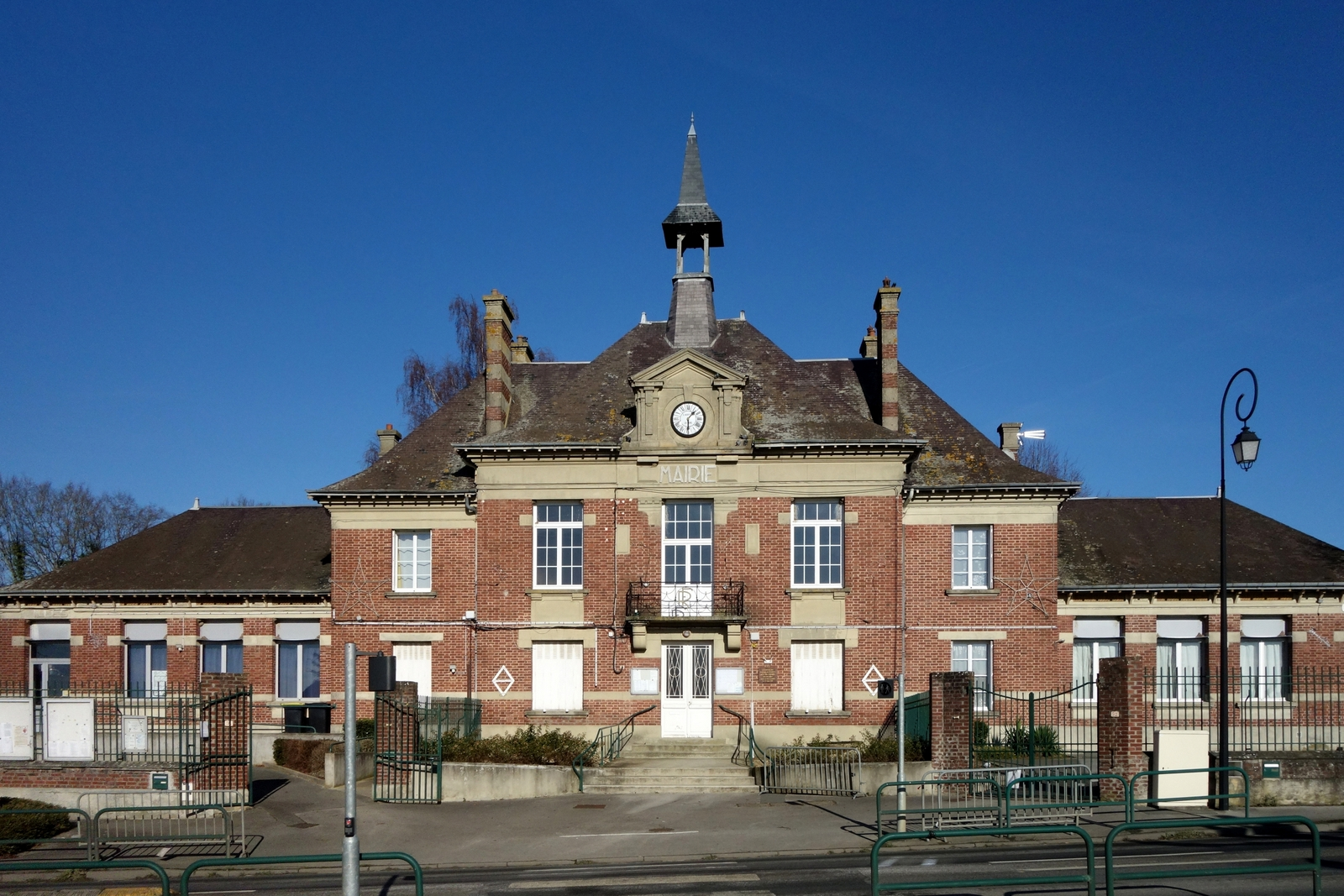
La mairie

### Rattachements administratifs et électoraux
La commune se trouve dans l'arrondissement de Laon du département de l'Aisne. Pour l'élection des députés, elle fait partie de la quatrième circonscription de l'Aisnedepuis le dernier découpage électoral de 2010.
Elle fait partie depuis 1801 du canton de Chauny.
Dans le cadre du redécoupage cantonal de 2014 en France, ce canton, qui n'est plus qu'une circonscription électorale, et dont la commune est toujours membre, est modifié, passant de 20 à 21 communes.

### Intercommunalité
La commune de Frières-Faillouël était membre de la Communauté de communes Chauny-Tergnier, un établissement public de coopération intercommunale (EPCI) à fiscalité propre créée fin 1999.
Celle-ci fusionne avec sa voisine pour former, le 1er janvier 2017, la  communauté d'agglomération Chauny-Tergnier-La Fère dont la commune est désormais membre. Cette communauté d'agglomération est par ailleurs membre d'autres groupements intercommunaux.

### Administration municipale
| Période                                  | Période                   | Identité                                               | Étiquette | Qualité                                                                                       |
| ---------------------------------------- | ------------------------- | ------------------------------------------------------ | --------- | --------------------------------------------------------------------------------------------- |
| 1790                                     | 1804                      | Claude Lemoine                                         |           |                                                                                               |
| 1804                                     | 1806                      | Jean Baptiste Pierre Alexandre Le Sellier de Chezelles |           |                                                                                               |
| 1806                                     | 1824                      | Jean Louis Ducellier                                   |           |                                                                                               |
| 1824                                     | 1828                      | Jean Cousin                                            |           |                                                                                               |
| 1828                                     | 1847                      | Charles Hippolyte Le Sellier de Chezelles              |           |                                                                                               |
| 1847                                     | 1852                      | Louis François Aimable Grégoire                        |           |                                                                                               |
| 1852                                     | 1872                      | Pierre Antoine Roger Le Sellier de Chezelles           |           |                                                                                               |
| 1872                                     | 1881                      | Charles Antoine Cousin                                 |           |                                                                                               |
| Les données manquantes sont à compléter. |                           |                                                        |           |                                                                                               |
| 1892                                     | 1904                      | Henri Marius Grégoire                                  |           |                                                                                               |
| 1904                                     | 1908                      | Jules Eugène Willot                                    |           |                                                                                               |
| 1908                                     | 1914                      | Jacques Le Sellier de Chezelles                        |           |                                                                                               |
| 1915                                     | 1919                      | Emile Lapostat                                         |           |                                                                                               |
| 1919                                     | 1935                      | Arthur Poëtte                                          |           |                                                                                               |
| 1935                                     | 1942                      | Léon Vaudron                                           |           |                                                                                               |
| Les données manquantes sont à compléter. |                           |                                                        |           |                                                                                               |
| 1944                                     | 1948                      | Marceau Verrier                                        |           |                                                                                               |
| 1948                                     | 1959                      | Henri Lardot                                           |           |                                                                                               |
| 1959                                     | 1971                      | Paule Michel                                           |           |                                                                                               |
| 1971                                     | 1977                      | Charles Lambert                                        |           |                                                                                               |
| 1977                                     | 1989                      | Gaston Froment                                         |           |                                                                                               |
| 1989                                     | En cours (au 28 mai 2020) | Charles-Édouard Law de Lauriston de Boubers            | UDI (PR)  | Agriculteur Vice-président de la CC Chauny-Tergnier (2014 → ) Réélu pour le mandat 2020-2026, |

## Démographie
L'évolution du nombre d'habitants est connue à travers les recensements de la population effectués dans la commune depuis 1793. Pour les communes de moins de 10 000 habitants, une enquête de recensement portant sur toute la population est réalisée tous les cinq ans, les populations de référence des années intermédiaires étant quant à elles estimées par interpolation ou extrapolation. Pour la commune, le premier recensement exhaustif entrant dans le cadre du nouveau dispositif a été réalisé en 2004.

En 2022, la commune comptait 976 habitants, en évolution de −2,98 % par rapport à 2016 (Aisne : −1,97 %, France hors Mayotte : +2,11 %).
| 1793  | 1800  | 1806  | 1821  | 1831  | 1836  | 1841  | 1846  | 1851  |
| ----- | ----- | ----- | ----- | ----- | ----- | ----- | ----- | ----- |
| 1 160 | 1 378 | 1 449 | 1 403 | 1 648 | 1 643 | 1 658 | 1 665 | 1 600 |

| 1856  | 1861  | 1866  | 1872  | 1876  | 1881  | 1886  | 1891  | 1896  |
| ----- | ----- | ----- | ----- | ----- | ----- | ----- | ----- | ----- |
| 1 527 | 1 426 | 1 331 | 1 191 | 1 177 | 1 134 | 1 077 | 1 001 | 1 019 |

| 1901  | 1906 | 1911 | 1921 | 1926 | 1931 | 1936 | 1946 | 1954 |
| ----- | ---- | ---- | ---- | ---- | ---- | ---- | ---- | ---- |
| 1 055 | 912  | 908  | 402  | 568  | 618  | 646  | 664  | 658  |

| 1962 | 1968 | 1975 | 1982 | 1990 | 1999 | 2004 | 2006 | 2009 |
| ---- | ---- | ---- | ---- | ---- | ---- | ---- | ---- | ---- |
| 698  | 660  | 574  | 635  | 775  | 774  | 811  | 851  | 963  |

| 2014  | 2019 | 2022 | - | - | - | - | - | - |
| ----- | ---- | ---- | - | - | - | - | - | - |
| 1 010 | 983  | 976  | - | - | - | - | - | - |

## Culture locale et patrimoine

### Lieux et monuments
L'église Notre-Dame a été reconstruite dans les années 1930. Certains évoquent un style rappelant les églises arméniennes ou géorgiennes. Elle reprend en fait la base de l'ancienne église du XIVe siècle, détruite pendant la première guerre mondiale (façade, toit et murs identiques). Le clocher, ajouté en 1835 sur la toiture au niveau du chœur est reconstruit de façon indépendante contre la façade sud. Ses vitraux, non signés, sont consacrés à Thérèse de Lisieux.
La mairie date de la même époque.
Le château a été reconstruit en 1928 sur les plans des architectes Gustave Olive et Joseph Martin.

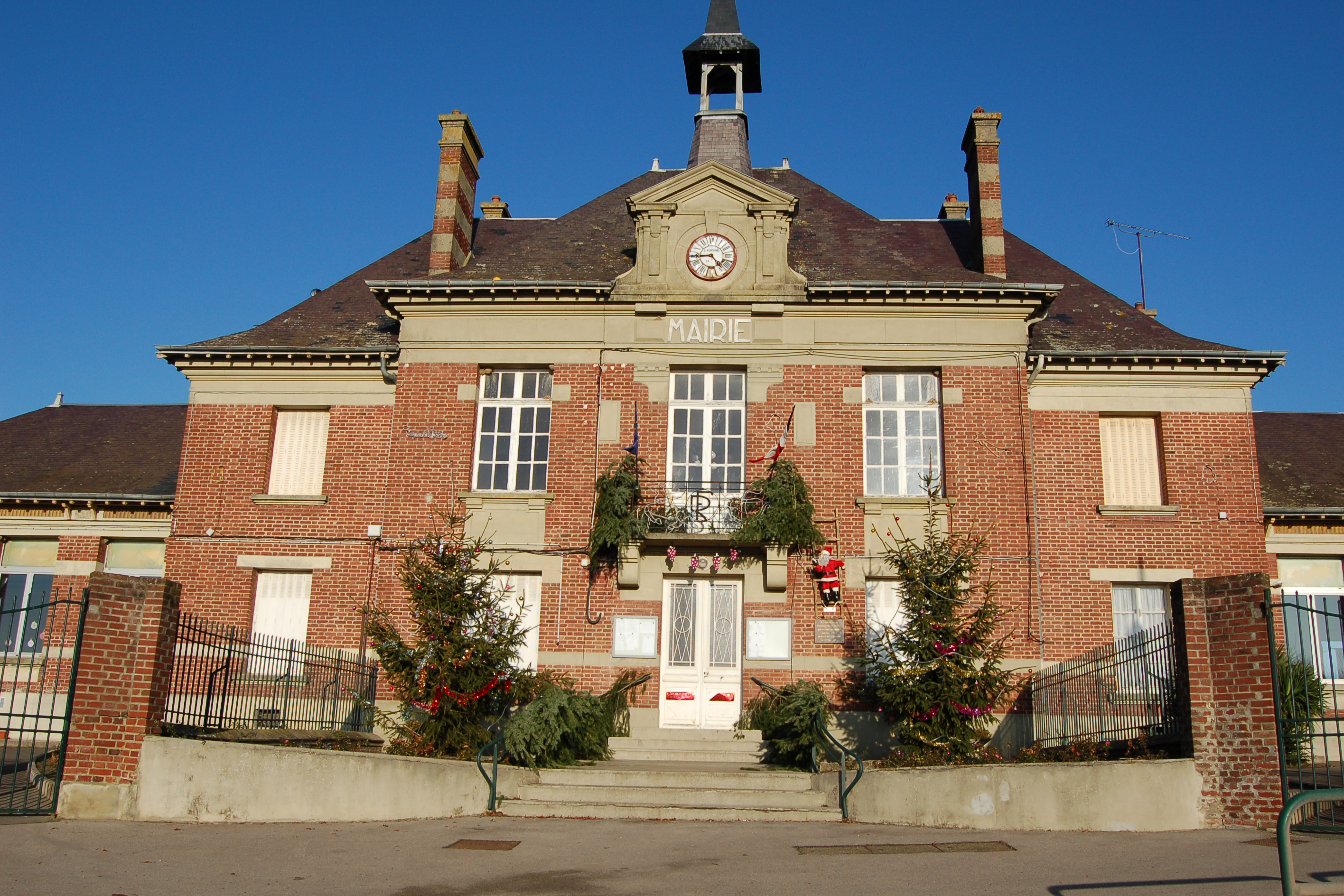
La mairie de Frières-Faillouël.
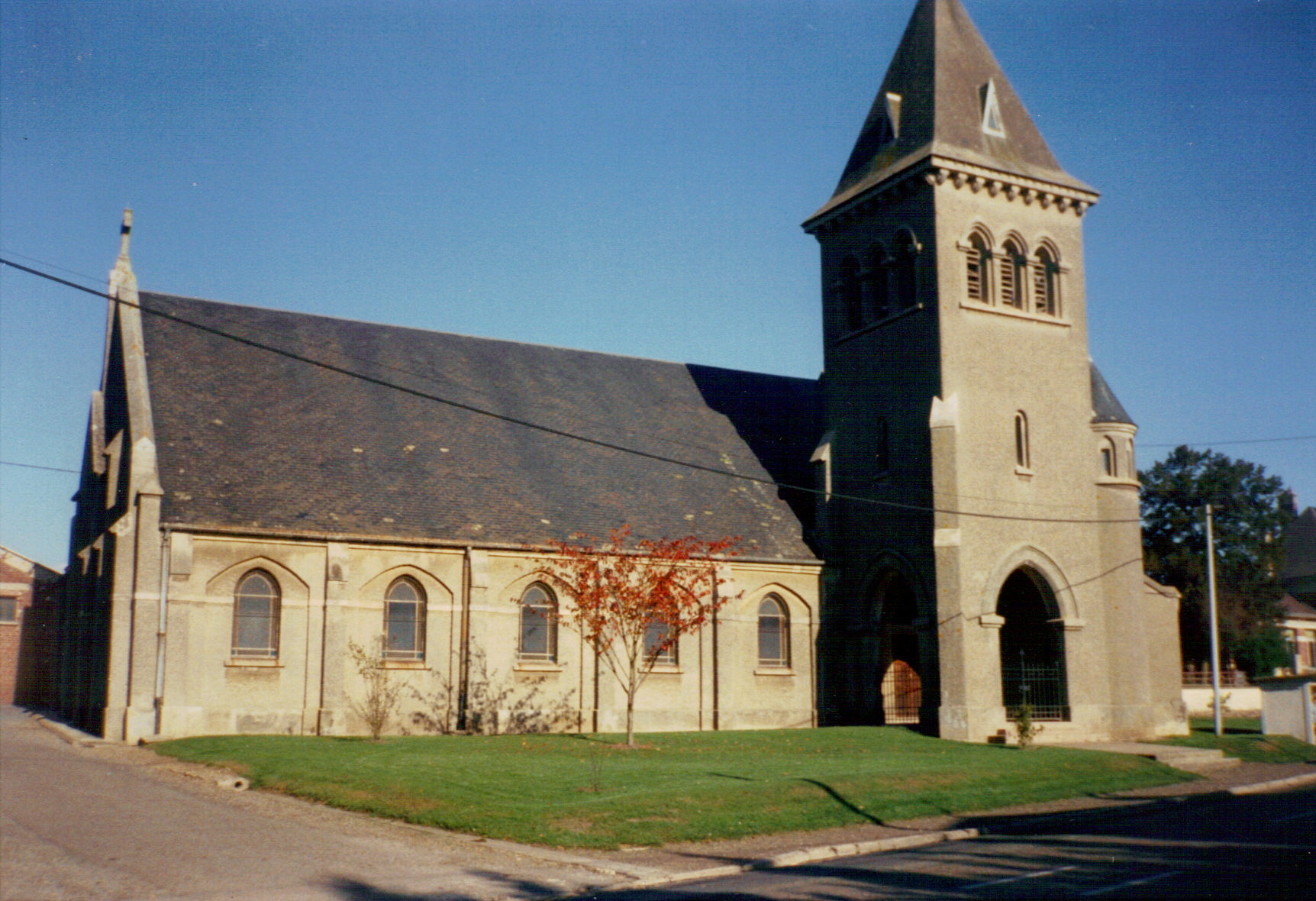
L'église de Frières-Faillouël.